# Ben Fisk
Benjamin Anthony „Ben“ Fisk-Routledge (* 4. Februar 1993 in Vancouver) ist ein kanadischer Fußballspieler, der auf der Position des Stürmers spielt. Momentan ist er beim Cavalry FC unter Vertrag.